# Bombus friseanus
Bombus friseanus là một loài Hymenoptera trong họ Apidae. Loài này được Skorikov mô tả khoa học năm 1933.